# Baron Ferrers of Wemme
Baron Ferrers of Wemme (auch Ferrers de Wem) war ein erblicher britischer Adelstitel in der Peerage of England.
Die territoriale Widmung des Titels bezieht sich auf den Familiensitz der Barone in Wem, Shropshire.

## Verleihung
Der Titel wurde am 28. Dezember 1375 durch Writ of Summons für Robert de Ferrers geschaffen. Er stammte aus der Adelsfamilie Ferrers und war ein jüngerer Sohn des 3. Baron Ferrers of Chartley. Er hatte 1370 Elizabeth Boteler († 1411), Erbin des Titels (4.) Baron Boteler of Wem, geheiratet. Die Writ of Summons erfolgte insofern womöglich aus dem Recht seiner Gattin.
Beim Tod seines Sohnes, des 2. Barons, um 1396 fiel der Titel in Abeyance zwischen seinen Töchtern Elizabeth und Mary.

## Liste der Barone Ferrers of Wemme (1375)
- Robert de Ferrers, 1. Baron Ferrers of Wemme (um 1341–1380/81)
- Robert de Ferrers, 2. Baron Ferrers of Wemme (um 1376–um 1396)